# Iniciativa slovenskih zdravnikov
Iniciativa slovenskih zdravnikov je sporna skupina nekaj slovenskih zdravnikov, ki na spletu deluje od jeseni 2020 in na svoji spletni strani širi zavajajoče informacije o covidu 19, nasprotujejo cepljenju, uporabi mask in drugim ukrepom ali celo zanika obstoj virusa. V začetku novembra 2021 so člani iniciative objavili tudi odprto pismo s pozivom k takojšnji ustavitvi cepljenja otrok in mladostnikov proti covidu 19 v Sloveniji in pri tem navedli 11 zavajajočih razlogov. Številni drugi slovenski zdravniki so se od Iniciative slovenskih zdravnikov ogradili, med drugim s podpisom peticije proti njihovim stališčem, ki jo je do 20. 11. 2021 podpisalo več kot 2500 zdravnic in zdravnikov in ki jo je podprla tudi Zdravniška zbornica Slovenije. Komisija za medicinsko etiko je poziv Iniciative slovenskih zdravnikov za ustavitev cepljenja otrok in mladostnikov proti covidu 19 ocenila za neetičen.

## Člani
Na svoji spletni strani se Iniciativa slovenskih zdravnikov opredeljuje kot skupina slovenskih zdravnic in zdravnikov, ki želijo ohraniti ugled in opravljanje svojega poklica na visoki etični, moralni in strokovni ravni, skladno s Kodeksom zdravniške etike, helsinško ter ženevsko deklaracijo, ter da je njihova prva skrb zdravje ljudi. Med člani se med drugim omenjajo travmatolog Uroš Dobnikar, zdravnik splošne medicine Matjaž Figelj, zdravnica splošne medicine Jana Harej Figelj, psihiatrinja Biserka Ilin, zobozdravnik Gregor Knafelc, zdravnik homeopat Živan Krevel, kirurg Marko Novak, anesteziologinja, reanimatologinja in zdravnica perioperativne intenzivne medicine Tatjana Pfeifer, specialist splošne in urgentne medicine Sebastijan Piberl, ginekolog in porodničar Stanko Pušenjak, ginekologinja Sabina Senčar … Vsi omenjeni so tudi med sopodpisniki odprtega pisma Iniciative slovenskih zdravnikov o takojšnjem prenehanju cepljenja otrok in mladostnikov proti covidu 19.